# Požár tržnice Sapa (2008)
Největší požár tržnice Sapa vznikl kolem půlnoci 6. listopadu 2008 v pražské vietnamské tržnici Sapa. Nezpůsobil ztráty na životech, vznikly kvůli němu ale škody přibližně 200 milionů korun. Hasičský zásah patřil mezi ty, při nichž bylo nasazeno nejvíce požárních sil v historii České republiky. Hašení trvalo 7,5 dnů, dostání ohně pod kontrolu 19 hodin. Účastnilo se ho 954 hasičů z 81 jednotek z 6 krajů, vystřídalo se zde 80 % pražských hasičů. Požár byl tak svým rozsahem a nasazením sil a prostředků větší než zásah při požáru Průmyslového paláce na Výstavišti, který se odehrál 16. října 2008, měsíc před požárem Sapy.
Zápach byl cítit ve větší části Prahy, bylo doporučeno nevětrat a občané Prahy 4 neměli vycházet z domovů.

## Kontext
Požár se odehrál v prostorách bývalého písnického masokombinátu. V tom na přelomu let 1999 až 2000 začala podnikat vietnamská komunita z Česka. Areál nebyl pro účely podnikání stavěn, hasiči si už v roce 1999 uvědomovali nebezpečí a pořádali zde cvičení.
Jednopatrová hala, ve které hořelo v roce 2008, nebyla původně projektována pro skladování textilu. Měla rozměry přibližně 100 x 100 metrů.
První požár se zde odehrál v roce 1999. Několik hasičů bylo těžce zraněno, oheň se rychle šířil a způsobil škody 200 milionů, zničil většinu areálu. Vypátralo se, že šlo o úmyslné zapálení. Druhý, menší požár se zde odehrál jen dva měsíce před tím listopadovým, 7. září. Jeho důvodem byla nejspíše zdejší výstavba.

## Průběh
Požár vznikl v areálu Sapa kolem půlnoci 6. listopadu 2008. Konkrétně se jednalo o sklad obuvi a textilů v hale na jihozápadní části tržnice.
Hasičům byl požár ohlášen v 0:33, na místo požáru vyjela jako první hasičská jednotka ze stanice č. 6 – Krč, v jejímž hasebním obvodu se objekt nachází. Po příjezdu jednotky v 0:45 její velitel konstatoval, že se jedná o požár skladové části obchodu v plném rozsahu. Plocha zasažená požárem činila dle prvotního odhadu téměř 100 m². V této chvíli na místo zásahu už dojížděly další jednotky PO, jejichž počet se v následujících hodinách vyšplhal k číslu 81. V prvních 24 hodinách zasahovalo celkem 421 hasičů z 55 sborů. V těsném sousedství hořícího skladu byl vyklizen sklad pyrotechniky, který by při vzplanutí představoval obrovské nebezpečí.
V 1:41 byl vyhlášen III. stupeň poplachu dle požárního poplachového plánu. Oheň se totiž stále rozšiřoval, začalo docházet k prvním propadům střešní konstrukce vlivem tepelného namáhání. Stav komplikovala tma a mlha. Předpokládaná plocha zasažená požárem činila 50 m × 70 m. V objektu poblíž požáru byly zachráněny dvě osoby vietnamské národnosti. Na místě kromě pražských hasičů zasahovali hasiči ze Středočeského, Jihočeského, Královéhradeckého a Plzeňského kraje. Protože nebylo možné hasit jádro požáru, byl také (v Praze poprvé) přivolán policejní hasicí vrtulník. Vlivem mlhy a nízké oblačnosti se produkty hoření držely při zemi a nerozptylovaly se. V den nejintenzivnějšího požáru byly zavřeny přilehlé ulice, dokonce musela být na některých místech odkloněná veřejná doprava.
Intenzivně se hasilo až do 19:00 následujícího dne (7. listopadu), pak se požár dostal pod kontrolu. Hasiči zde pracovali na směny. Postupně počty proudů ubývaly a jednotky PO se mohly vracet na základny. V nočních hodinách probíhalo rozebírání konstrukcí a vyhledávání skrytých ohnisek. Celý areál obklopovali vietnamští obchodníci, mající své stánky uvnitř hořícího objektu.
Požár byl definitivně zlikvidován 181 hodin po příjezdu, 13. listopadu ve 13 hodin.

## Následky

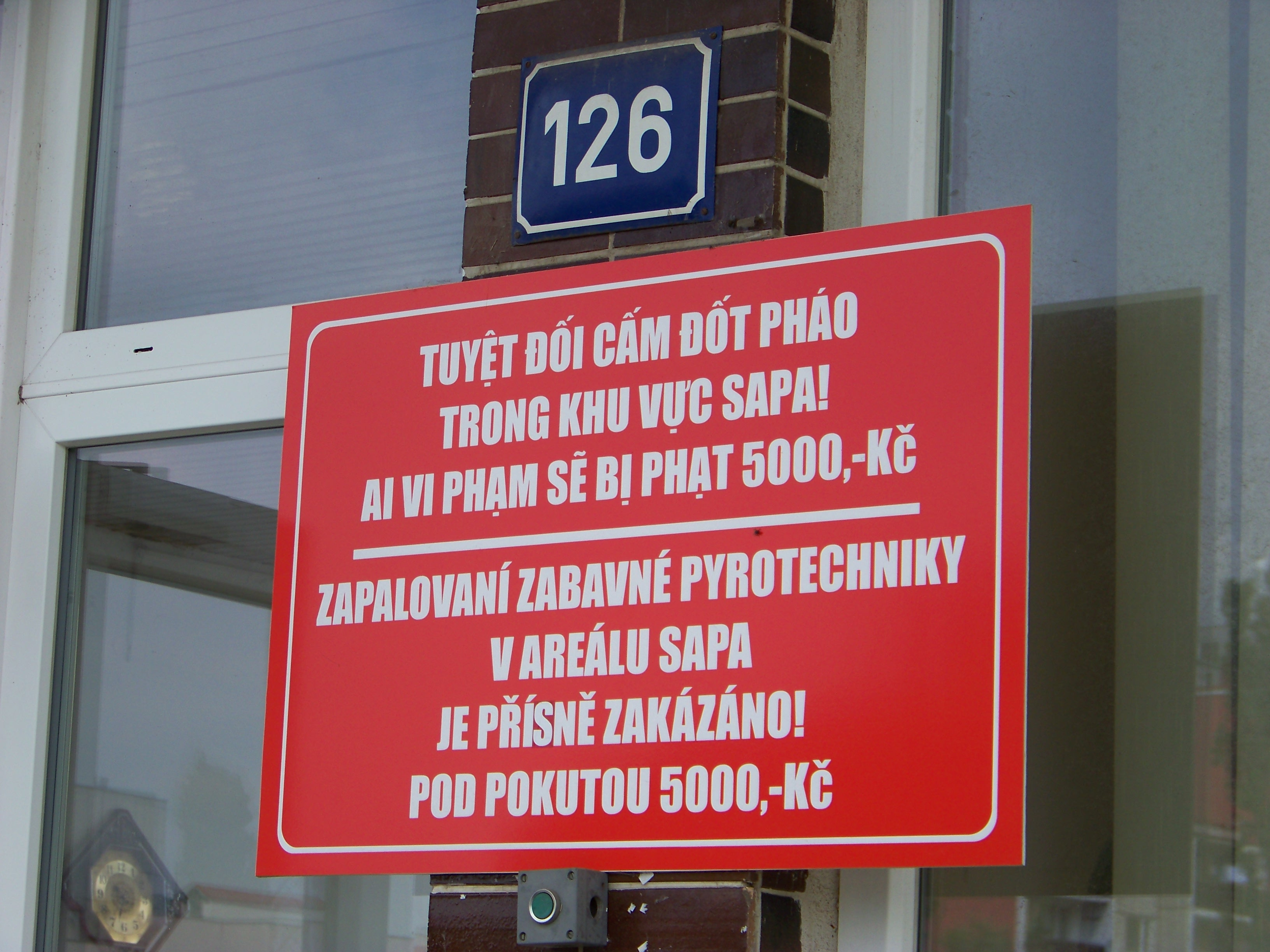
Cedule o zákazu zapalování zábavné pyrotechniky v Sapě, 2012

Městský statik Petr Macháň po konečné likvidaci ohně nařídil zbourání části objektu (asi čtvrtiny až pětiny obří haly bývalého masokombinátu) ve lhůtě do půl roku.
Policejní vyšetřování na základě výpovědí svědků zamítlo verzi, že šlo o žhářství, a připustili verze nedbalosti a technické závady. Byly zjištěny stavební úpravy v rozporu s dokumentací i porušení protipožárních předpisů a policie je vyšetřovala jako podezření z obecného ohrožení. Provozovatel dostal od hasičů pokutu půl milionu Kč, na horní hranici sazby. Po požáru provedli systematickou kontrolu dalších tržnic v Praze, ale nikde jinde už tak závažné nedostatky neobjevili. Pojišťovny odhadly škody způsobené požárem asi na 200 milionů korun.
Nevznikly zde žádné škody na lidských životech, ale byli lehce zraněni dva hasiči.
Na místě zbourané haly vzniklo volné prostranství a další hala se zde nepostavila (stav z roku 2017).